# 鰓尾類
鰓尾類（さいびるい）は、ウオヤドリエビ綱鰓尾亜綱Branchiuraに分類される甲殻類の一群。主として魚類の外部寄生虫である。エラオ類ともいう。日本ではチョウが普通種で、別名のウオジラミとしても知られる。

## 概説
鰓尾類は、特殊な構造をした甲殻類の群である。円盤のような偏平な体に独特の吸盤を持ち、魚類の体表に吸着してその体液を吸う外部寄生性である。しかし、発達した遊泳脚を持ち、遊泳能が高い。体型が独特で類縁関係がはっきりしていない。

## 形態
微小な動物で、多くは数mmから10 mm前後だが、ウミチョウは30 mm程になる。
全身はほぼ円盤型。その大部分は頭部と第1胸節が癒合したものが大きく広がった背甲がある。これを盾甲とも呼ぶ。付属肢などはすべてこの背甲腹部にある。背面中央から後方には狭い幅で胸部から腹部の体節が見分けられる。裏面から見ると、中程より前の左右に大きな吸盤があり、中程より後方中央には細長い胴があって鰓足が並んでいる。
頭部の背面では、正中線上にノープリウス眼があり、それより前方に一対の複眼がある。腹面では、先端近くにごく短い第1、第2触角が互いに接近して着いている。いずれもその基部が鉤状になっており、これで魚の体表にしがみつく。中ほどの両側には円形の大きな吸盤がある。これは第1小顎が変化したものである。なお、Dolopsは吸盤ではなく鉤を持つ。口は吸盤の間にあり、刺針と吻をそなえる。吻は上唇と下唇の変形と見られる。
吸盤の後方には第2小顎があり、これはやや歩脚状。これに続く胴体は円筒形で、四節にそれぞれ一対の付属肢を備える。付属肢はいずれも遊泳に用いられ、短い基部の上に鞭状の二枝を持ち、前の二対ではその枝の基部からさらに鞭状の枝を出す。雄ではこれらの基部に交尾用の補助器官が発達する。第2小顎の体節とこれらの附属肢の出る体節が胸部である。
胸部に続く腹部はごく短く、後端が二つに割れて全体に偏平な尾節となる。後端の切れ目に肛門が開くほか、退化的ながら付属肢もある。
なお、雌雄異体である。雄は雌より小さく、胸部がより大きい。

## 内部構造
消化管は胃が左右に分枝し、その先端はさらに細かく分かれる。精巣及び卵巣や貯精嚢は胸部にあり、生殖孔は第四胸節の腹面後端にある。

## 習性
魚類やカエル類などの宿主体表に吸着してそこに傷をつけ、体液を吸う。時に体表を離れて遊泳する。数日間は餌を取らないでも生存するらしい。体はやや透明で滑らかなので、宿主に寄生しているとき、鱗の1枚のようにも見える。そのため、数が少ない場合は見逃しやすい。
大部分は淡水産で、一部に海産種がある。

## 生活史
産卵時には宿主を離れ、水中の石の表面などにゼラチン質で包まれた卵を付着させる。孵化した幼生は外見的には親に似ているが、より胸部と腹部が目立つ。はっきりと異なるのは、幼生初期の第1、第2触角が遊泳用に発達していること、第1小顎が鉤状を呈することである。これをコペポディット幼体と言い、ややノープリウス幼生に近い体制が見られる。この幼生は水面に出て、そこで宿主に出会うと体液を吸いはじめる。次に脱皮すると第1、第2触角と第1小顎は短縮し、胸脚が遊泳用に発達する。

### 類似するもの
チョウの別名に「ウオジラミ」があるが、この名はカイアシ類の寄生性のもの（シフォノストム目、カリグス科）にも使われているため、混同しやすい。外見上においても、カリグス科カイアシ類はチョウと同様に頭胸部が円盤型に広がるため、よく似た姿となる。ただし、カリグス科カイアシ類は、チョウほどに安易に泳ぎ出さず、成体雌はひも状の卵嚢をもつことから区別できる。
等脚目にもウオノコバンなど、魚類に外部寄生するものがあり、これがウオジラミ呼ばわりされる例もある。こちらは形の上では類似性がない。

## 利害

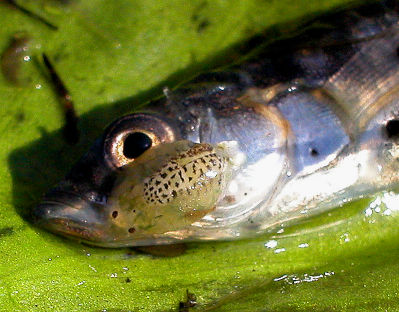
寄生の様子

魚類の寄生虫であるから、養魚場等において大きな被害をもたらす場合がある。これによって引き起こされる症状をウオジラミ症と言う。体表に血走ったような跡が出るのが普通である。体液を吸って魚を弱らせるだけでなく、傷口からミズカビ類が侵入することがあり、ミズカビ病の引き金となる。日本ではチョウがキンギョやコイなどの有力な害虫として知られる。
また、これらの魚の人為的な移動に伴って、この類もその分布を拡大している例があり、問題視されている。日本ではチョウモドキはヨーロッパよりの移入種と考えられている。

## 系統
さまざまな特徴から甲殻類であることは間違いないが、その内部での関係についてはよく分からないところが多い。かつてはカイアシ類に含めたこともあるが、鰓尾亜綱として他の類と分けるのが普通である。またカイアシ亜綱や鞘甲亜綱などとともに顎脚綱に含められていたが、2000年代以降では分子系統解析によって支持される系統位置をはじめとして、貝虫類・ヒゲエビ類・シタムシ類と共に貧甲殻上綱を構成し、その中でもシタムシ類（舌形亜綱）に最も近縁とされ、共にウオヤドリエビ綱に分類される。

## 分類
Ahyong et al. (2011) に従うと、現生種は4属168種に分類され、全種がチョウ目Arguloidaチョウ科Argulidaeにまとめられる。以下のチョウ科の有効属についてはWalter & Boxshall (2021) に従い、日本産チョウ属の分類・和名は長澤 (2009)・Nagasawa et al. (2022) に従った。
- Argulus チョウ属
  - Argulus americanus マルミチョウ
  - Argulus caecus ホソウミチョウ
  - Argulus coregoni チョウモドキ
  - Argulus japonicus チョウ
  - Argulus kusafugu クサフグウミチョウ
  - Argulus lepidostei ツワモノチョウ
  - Argulus matuii マツイウミチョウ
  - Argulus mongolianus モウコチョウ[10]
  - Argulus onodai オノダウミチョウ
  - Argulus scutiformis ウミチョウ
- Chonopeltis
- Dipteropeltis
- Dolops：吸盤の代わりに鉤を持つ[5]

## 写真

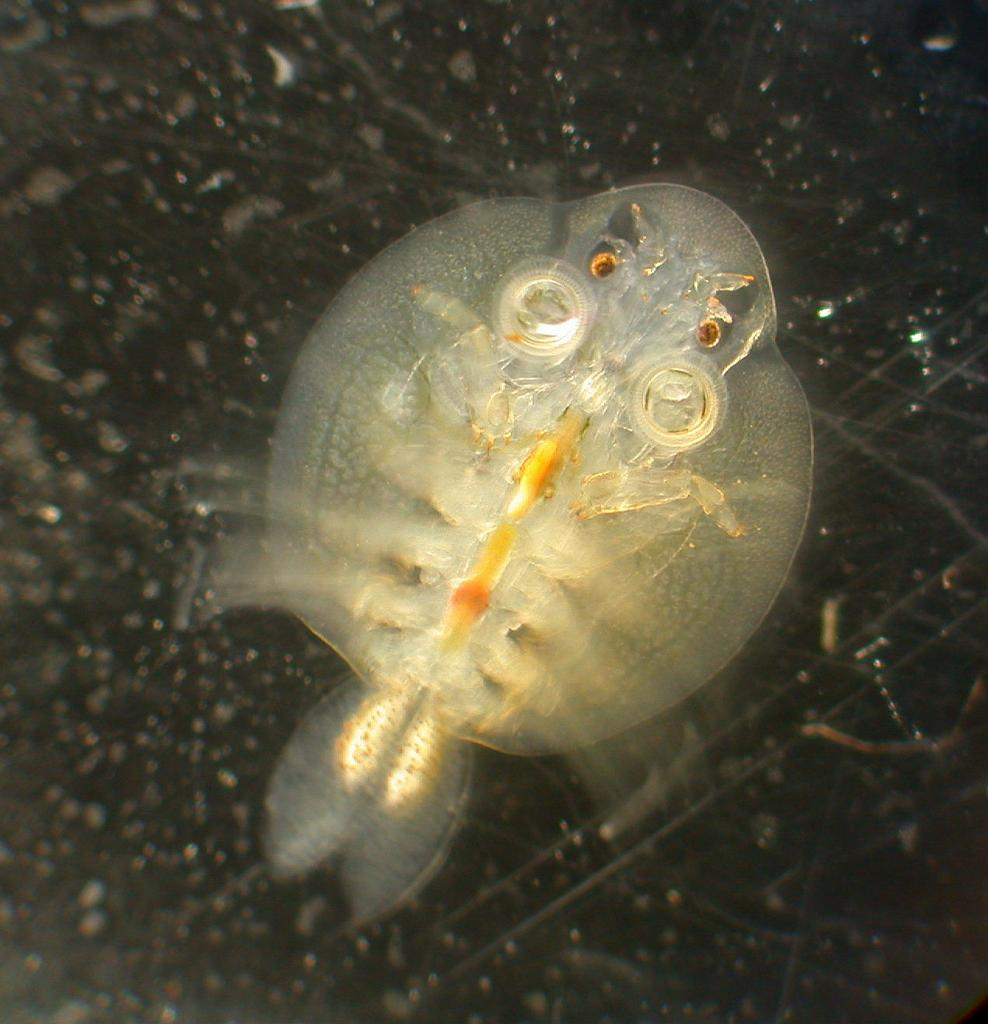
チョウモドキ A. coregoni
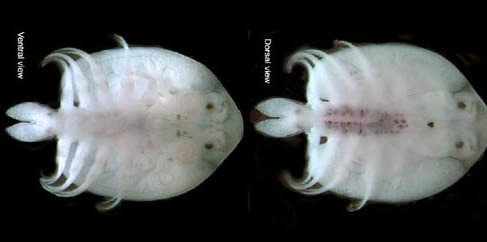
チョウ A. japonicus